# Stefan Karadzha Peak
Der Stefan Karadzha Peak (englisch; bulgarisch връх Стефан Караджа wrach Stefan Karadscha) ist ein 2050 m hoher und vereister Berg an der Loubet-Küste des Grahamlands im Norden der Antarktischen Halbinsel. In den westlichen Ausläufern des Avery-Plateaus ragt er 13,9 km nordöstlich des Voit Peak, 10 km südöstlich des Mount Bain, 8 km südlich des Semela Ridge und 11,54 km nordnordwestlich des Bacharach-Nunataks auf. Sein Gipfel ist abgerundet und seine steilen West- und Nordosthänge sind teilweise unvereist. Der Erskine-Gletscher liegt nordöstlich, einer dessen Nebengletscher südlich und westlich von ihm.
Britische Wissenschaftler kartierten ihn 1976. Die bulgarische Kommission für Antarktische Geographische Namen benannte ihn 2015 nach dem bulgarischen Freiheitskämpfer Stefan Karadscha (1840–1868) in Verbindung mit nach ihm benannter Ortschaften im Nordosten und Südosten Bulgariens.